# از بلوندها متنفرم
از بلوندها متنفرم (ایتالیایی: Odio le bionde) یک فیلم کمدی ایتالیایی به کارگردانی جورجو کاپیتانی است که در سال ۱۹۸۰ منتشر شد.

## بازیگران
- انریکو مونتسانو
- ژان روشفور
- کرین کلری
- پائولا تدسکو
- جیجی بالیستا
- ایوان دسنی
- روبرتو دلا کازا
- آنیتا دورانته
- میکله میرابلا